# Obrium huae
Obrium huae är en skalbaggsart som beskrevs av Tatsuya Niisato 1998. Obrium huae ingår i släktet Obrium och familjen långhorningar. Inga underarter finns listade i Catalogue of Life.